# Ornipholidotos ugandae
Ornipholidotos ugandae is een vlinder uit de familie van de Lycaenidae. De wetenschappelijke naam van de soort is voor het eerst geldig gepubliceerd in 1947 door Stempffer.